# Мужукайский сельсовет
Мужукайский сельсовет  — административно-территориальная единица и муниципальное образование со статусом сельского поселения в Бабаюртовском районе Дагестана Российской Федерации.
Административный центр — село Мужукай.

## Населённые пункты
На территории сельсовета находятся населённые пункты:
| № | Населённый пункт | Тип населённого пункта       | Население |
| - | ---------------- | ---------------------------- | --------- |
| 1 | Мужукай          | село, административный центр | ↗553      |
| 2 | Янгылбай         | село                         | ↗172      |

## Население
| 2002 | 2010 | 2012 | 2013 | 2014 | 2015 | 2016 |
| ---- | ---- | ---- | ---- | ---- | ---- | ---- |
| 626  | ↗698 | ↘687 | ↘670 | ↘669 | ↘660 | ↗663 |
| 2017 | 2018 | 2019 | 2020 | 2021 | 2023 | 2024 |
| ↘652 | ↗655 | ↗658 | ↗663 | ↗725 | ↗731 | ↘729 |
| 2025 |      |      |      |      |      |      |
| ↗730 |      |      |      |      |      |      |

Национальный состав смешанный: ногайцы, кумыки.